# Geronimo Application Server
Apache Geronimo — сервер приложений с открытым исходным кодом, разрабатываемый Apache Software Foundation.
В настоящее время Apache Geronimo соответствует спецификации Java EE 6.0.
Проект Apache Geronimo получил существенную поддержку от компании IBM. В октябре 2005 года IBM анонсировала бесплатную версию своего сервера приложений WebSphere Websphere Application Server Community Edition, основанную на Geronimo.